# روب راينر
روب راينر (بالإنجليزية: Rob Reiner)‏ مواليد 06 مارس 1947 في برونكس، نيويورك، الولايات المتحدة، هو ممثل و مخرج و منتج أمريكي بدأ مسيرته الفنية عام 1959. كما أنه من الفائزين بجائزة إيمي. درس في جامعة كاليفورنيا، لوس أنجلوس.

## الأعمال

### أفلام
- عندما التقى هاري بسالي
- بؤس
- الساهر في سياتل
- قائمة الدلو
- ذئب وول ستريت
- ساترداي نايت لايف
- الهرم
- اكبح حماسك
- عائلة سيمبسون
- هانا مونتانا

## روابط خارجية
- روب راينر على موقع IMDb (الإنجليزية)
- روب راينر على موقع الموسوعة البريطانية (الإنجليزية)
- روب راينر على موقع روتن توميتوز (الإنجليزية)
- روب راينر على موقع مونزينجر (الألمانية)
- روب راينر على موقع ألو سيني (الفرنسية)
- روب راينر على موقع ميوزك برينز (الإنجليزية)
- روب راينر على موقع أول موفي (الإنجليزية)
- روب راينر على موقع بوكس أوفيس موجو (الإنجليزية)
- روب راينر على موقع قاعدة بيانات برودواي على الإنترنت (الإنجليزية)
- روب راينر على موقع قاعدة بيانات الأفلام السويدية (السويدية)